# (612892) 2004 TV357
(612892) 2004 TV357, também escrito como 2004 TV357, é um objeto transnetuniano que está localizado no cinturão de Kuiper, uma região do Sistema Solar. Ele é classificado como um twotino, pois, o mesmo está em uma ressonância orbital de 1:2 com o planeta Netuno. O mesmo possui uma magnitude absoluta de 6,8 e tem um diâmetro com cerca de 201 quilômetros ou 279 quilômetros. O astrônomo Mike Brown lista este objeto em sua página na internet como um candidato a possível planeta anão.

## Descoberta
(612892) 2004 TV357 foi descoberto no dia 15 de outubro de 2004 pelo astrônomo Marc W. Buie.

## Órbita
A órbita de (612892) 2004 TV357 tem uma excentricidade de 0,280 e possui um semieixo maior de 47,832 UA. O seu periélio leva o mesmo a uma distância de 34,461 UA em relação ao Sol e seu afélio a 61,203 UA.